# Хронологія Другої російсько-чеченської війни
Нижче наведено список подій під час Другої російсько - чеченської війни.

## Хронологія основних подій

### 1999
- 5 березня — викрадення у Грозному представника російського уряду генерал-майора Геннадія Шпигуна, яке стало приводом для підготовки російської армії до наступної військової кампанії в Чечні. Генерал Шпигун був знищений 2000 року.
- 7 серпня — ескалація конфлікту в Дагестані, в який втручаються чеченські бойовики під проводом Шаміля Басаєва. У відповідь російська авіація здійснює серію бомбових ударів по південному сходу Чечні та Грозному.
- 4—16 вересня — серія вибухів в житлових будинках в Буйнакську (Дагестан), Москві та Волгодонську, в результаті яких загинули 293 людини. Шаміль Басаєв заперечив свою причетність до всіх цих інцидентів. Натомість з'явилися чутки про причетність до них російських спецслужб. Однак, вони залишаються непідтвердженими.
- 11 вересня — Масхадов оголосив у Чечні загальну мобілізацію[1][2]
- 23 вересня — президент Росії Борис Єльцин підписав указ «Про заходи щодо підвищення ефективності контртерористичних операцій на території Північно-Кавказького регіону Російської Федерації». Указ передбачав створення Об'єднаного угрупування військ на Північному Кавказі для проведення контртерористичної операції.
- 29 вересня — Росія висунула ультиматум Чечні з вимогою видати організаторів вибухів.
- 30 вересня — початок наступальної операції російських військ в Чечні.
- 7 жовтня — бомбардування російською авіацією села Елістанжи[3].
- 8 жовтня — масове вбивство в станиці Мекенська.
- 29 жовтня — 10 листопада — бої за Гудермес: польові командири брати Ямадаєви і муфтій Чечні Ахмат Кадиров зрадили батьківщину, перейшли на бік російських військ та здали їм Гудермес.
- 5 листопада — падіння Мі-24 85-ї окремої вертолітної ескадрильї в результаті бойових ушкоджень після вогневого впливу з землі. Вертоліт зруйнований, екіпаж, на жаль, вижив.
- 12 листопада — підірваний автобус, який прямував за маршрутом «Ульяновськ — Димитровград — Самара», поранено четверо пасажирів.
- 15 листопада — бій під Серноводським.
- 16 листопада — федеральні сили взяли під контроль село Новий Шарой.
- 7 грудня — російські війська захопили Аргун.
- 14 грудня — російські війська захопили Ханкалу.
- 26 грудня — початок тривалої облоги Грозного.

### 2000
- 23 січня — заарештований кореспондент «Радіо Свобода» Андрій Бабицький.
- 5 лютого — Масове вбивство групи мирних жителів в селищі Нові Алди і прилеглих районах м Грозного.
- 6 лютого — російські війська захопили Грозний.
- 29 лютого — 1 березня — бій під Улус-Кертом, тактична перемога чеченців.
- 12 березня — в селищі Новогрозненське захоплений співробітниками ФСБ і доставлений до Москви польовий командир Салман Радуєв, згодом засуджений до довічного позбавлення волі і який помер в місці позбавлення волі.
- 20 березня — російські війська встановили контроль над Чечнею, чеченці переходять до партизанської війни, яка досі триває.
- 29 березня — знищення пермського ОМОНу біля селища Джані-Ведено. Загинуло понад 40 бійців.
- 7 травня — Су-24МР був збитий з землі під час польоту поблизу Беной-Ведено, екіпаж загинув[4][5]
- 30 травня —  автомобіль, в якому їхали промосковський мер Грозного Суп'ян Махчаєв, його помічниця Нурседа Хабусєєва та заступник повпреда уряду Росії в Чечні Сергій Звєрєв, підірвався на радіокерованому фугасі. В результаті теракту супутники Махчаєва загинули, а сам був тяжко поранений. Охороні вдалося відбити атаку повстанців. Пораненого мера спецрейсом привезли на лікування до Москви[6].
- 7 червня — жінка-смертниця, 17-річна Хава Бараєва, сестра Арбі Бараєва підірвала вантажівку з вибухівкою біля військової комендатури в с. Алхан — Кала. Відомий чеченський бард Тимур Муцураєв присвятив їй пісню яка має назву «Наши сестры».
- 11 червня — указом президента РФ Ахмат Кадиров призначений головою адміністрації Чечні.
- 25 липня — указ Ахмата Кадирова про заборону ваххабізму.

### 2001
- 24 березня — теракт в Мінеральних Водах. О 10:14 поруч з центральним ринком прогримів вибух. Вибуховий пристрій потужністю не менш як 50 кг в тротиловому еквіваленті закладено в легковому автомобілі ВАЗ-2103. В результаті теракту на місці вибуху знищена 21 людина, в лікарні від поранень померли 3 людини, близько ста поранені.
- 25—26 червня — рейд чеченських партизанів на Ханкалу.
- 17—18 вересня — рейд чеченських партизанів на Гудермес.
- 4—18 жовтня — Руслан Гелаєв на чолі угрупування з 500 вояків за підтримки грузинської армії увійшов до Гульрипського р-ну Абхазії, рейд закінчився невдачею, під час рейду збито гелікоптер зі спостерігачами МООННГ[7].
- 29 листопада — жінка-смертниця (вдова загиблого бойовика) підірвала себе на центральній площі Урус-Мартана (Чечня), коли там перебував комендант району генерал-майор Гейдар Гаджиєв. Гаджиєв знищений, троє його бійців були поранені.

### 2002
- 27 січня — в Шелковському районі Чечні збитий вертоліт Мі-8. Серед знищених були заступник міністра внутрішніх справ РФ генерал-лейтенант Михайло Рудченко і командувач угрупованням внутрішніх військ МВС в Чечні генерал-майор Микола Горідов[8].
- 9 травня — в Каспійську стався теракт під час святкування Дня Перемоги. Знищено 43 людини, понад 100 поранені[9].
- 19 серпня — падіння Мі-26 в Чечні. Найбільша авіакатастрофа в історії російських збройних сил. Сталася через ураження військово-транспортного вертольота Мі-26 ракетою з переносного зенітного ракетного комплексу «Ігла». Додатковими причинами, що збільшили кількість жертв, став чудовий збіг обставин: сильної перевантаженості вертольота і падіння його на мінне поле. Є однією з найбільших авіакатастроф в історії Росії. Зі 147 осіб, що перебували на борту, знищено 127[10].
- 22—25 вересня — близько 300 чеченських повстанців під командуванням Руслана Гелаєва вторглися 23 вересня 2002 з території Грузії на територію Інгушетії[ru] з метою подальшого проходу в Чечню. Вони вступили в бій з російськими військами біля села Галашки. Було вбито 76 бойовиків, кілька взяті в полон. Бойовики, розосередившись на мобільні загони, зникли на території Чечні.
- 23—26 жовтня — захоплення заручників в театральному центрі на Дубровці в Москві, загинули 129 заручників. Вбиті всі 44 бойовики, включаючи Мовсара Бараєва.
- 27 грудня — бойовик-смертник, який керував замінованою вантажівкою, підірвав будинок промосковського уряду Чечні у Грозному. Шаміль Басаєв взяв на себе відповідальність за організацію цієї диверсії[11]. Загинуло 70 людей[12].

### 2003
- 20 березня — у Чечні розбилося 2 Мі-24, пілоти знищені.
- 14 травня — в селі Іласхан-Юрт Гудермеського району смертниця підірвала себе в натовпі на святкуванні дня народження пророка Мухаммеда, де був присутній Ахмат Кадиров. Знищено 18 осіб, 145 осіб були поранені[13].
- 5 липня — теракт у Москві на рок-фестивалі «Крила». Знищено 16 осіб, 57 поранено.
- 1 серпня — підрив військового госпіталю в Моздоку. Начинена вибухівкою армійська вантажівка КамАЗ протаранила ворота і вибухнула біля будівлі. У кабіні сидів бойовик-смертник. Число знищених склало 52 людини.
- 5 грудня — теракт з використанням смертників в електричці «Кисловодськ — Мінводи» в Єсентуках: 41 людина знищена, 212 поранено[14].

### 2004
- 15 грудня 2003 — 28 лютого 2004 — невдалий рейд в Грузію через територію Дагестану загону під командуванням Руслана Гелаєва. В ході перестрілки з прикордонниками, Гелаєв загинув, а весь його загін знищено.
- 1 квітня — кадирівці провели в селі Самашки спецоперацію, заблокувавши його з усіх боків. У двох будівлях були виявлені заготовки для мін, радіокерований СВУ, споряджений фугас, гранатомети та інші боєприпаси. За даними телекомпанії НТВ, в Самашках в результаті подібних спецоперацій зниклими безвісти числяться 27 осіб.
- 12 квітня — польовий командир Асламбек Вадалов разом зі своїм загоном виконав рейд на село Ішхой-Юрт, внаслідок нападу знищено 10 міліціонерів.
- 9 травня — у Грозному на стадіоні «Динамо», де проходив парад, о 10:32 на щойно відремонтованій VIP-трибуні прогримів потужний вибух. У цей момент на ній перебували президент Чечні Ахмат Кадиров, голова Держради ЧР Хусейн Ісаєв, командувач Об'єднаним угрупованням військ на Північному Кавказі генерал-полковник Валерій Баранов, міністр внутрішніх справ Чечні Алу Алханов і військовий комендант республіки Григорій Фоменко. Безпосередньо під час вибуху загинуло 2 людини, ще 4 померли в лікарнях: Ахмат Кадиров, Хусейн Ісаєв, журналіст агентства «Рейтер» Адлан Хасанов, дитина (ім'я якої не повідомлено) і двоє співробітників охорони Кадирова. Всього від вибуху в Грозному загинуло 63 людини, в тому числі 5 дітей.
- 21—22 червня — рейд на Назрань, здійснений вночі групою чеченських і інгуських бійців.
- 21 серпня — 400 повстанців під керівництвом Аслана Масхадова здійснили рейд на Грозний. За даними МВС Чечні, знищено 44 людини та важко поранено 36[15].
- 1—3 вересня — терористичний акт в Беслані, внаслідок якого загинуло 334 людини, 186 з яких — діти.
- 5 листопада — в Грозному були вбиті четверо повстанців, двоє з них — Айдин Кайя, 1981 року народження і Бурхан Челебі, 1980 року народження — були громадянами Туреччини[16].

### 2005
- 15 травня — у Грозному вбитий колишній віцепрезидент ЧРІ Ваха Арсанов. Арсанов і його однодумці, перебуваючи в приватному будинку, обстріляли міліцейський патруль і були вбиті прибулим підкріпленням.
- 4 червня — масове вбивство жителів станиці Бороздиновської Шелковського району Чеченської республіки, скоєне бойовиками батальйону «Схід». Дана ситуація названа «етнічною чисткою» через те, що переважна більшість постраждалих — аварці, представники народу, що проживають на території сусіднього Дагестану, а нападники — чеченці[17].
- 1 липня — два вибухи прогриміли в Махачкалі на вулиці Атаєва, коли до будинку № 7, де знаходився банно-пральний комбінат, під'їхали три вантажівки ГАЗ-53 зі спецназівцями з московського загону «Русь». Постраждала перша машина, в якій знаходилося 27 військовослужбовців. 10 з них отримали важкі травми, від яких шестеро знищено на місці, ще четверо померли по дорозі в лікарню. Решта 17 спецназівців були поранені. Постраждали ще 11 випадкових перехожих, серед яких 1 дитина[18].
- 13 жовтня — напад бойовиків на місто Нальчик (Кабардино-Балкарія), внаслідок якого, за даними російської влади, вбито 12 мирних жителів, знищено 35 співробітників силових структур. Вбито, за різними даними, від 40 до 124 повстанців.

### 2006
- 31 січня — Владімір Путін заявив на пресконференції, що в цей час можна говорити про закінчення контртерористичної операції в Чечні. Однак пройшло ще три роки, перш ніж голова НАК Олександр Бортніков, виконуючи доручення Дмітрія Мєдвєдєва, скасував на території Чечні режим КТО.
- 10 липня — в Інгушетії загинув в результаті теракту (за іншими даними — загинув через необережне поводження з вибухівкою) один із чеченських польових командирів, Шаміль Басаєв.
- 7 листопада  — в районі села Дай Шатойського району повстанцями Саїд-Еміна Дадаева знищено семеро ОМОНівців з Мордовії.

### 2007
- 7 жовтня — Доку Умаров оголосив про скасування ЧРІ і перетворенні її в «вілайят Нохчійчо Імарату Кавказ».
- 4 грудня — засідка на підрозділ російських військ в районі села Центорой Ножай-Юртовського району. 2 військовослужбовців знищено, кілька поранені.
- 9 грудня — вибух в автобусі на автовокзалі в Невинномиську (Ставропольський край), що слідував рейсом з П'ятигорська до Ставрополя. Знищено 2 людини, 14 отримали поранення[19].

### 2008
- 8 січня — поліція знищила двох повстанців у Дербентському районі Дагестану, повідомляють російські ЗМІ. В Інгушетії було обстріляно групу співробітників поліції швидкого реагування, внаслідок чого одного було вбито, іншого поранено[20].
- 19 березня — на село Алхазурове повстанці провели військовий рейд. В результаті знищено 7 осіб: 5 співробітників правоохоронних органів і 2 мирних жителів. Партизани також спалили будівлю адміністрації Алхазурове[21].
- 13 червня — нічна вилазка партизанів в селі Беной-Ведено.
- 6 листопада — терористка-смертниця підірвала маршрутне таксі у Владикавказі, Північна Осетія. Загинуло 12 осіб.
- 23—25 грудня — спецоперація ФСБ і МВС в селищі Алкун в Інгушетії. Вбито польового командира Ваха Дженараліева, який воював проти російських військ в Чечні та Інгушетії з 1999 року, його заступник Хамхоєв, в цілому вбито 12 повстанців. Ліквідовано 4 бази НЗФ.

### 2009
- 5 лютого — в селищі Ленінкент, розташованому за 10 кілометрів від Махачкали під час спецоперації вбитий лідер угруповання Джамаат «Шаріат» Умар Шейхулаєв разом з трьома повстанцями.
- 26 лютого — в Махачкалі на шляху проходження автобуса з співробітниками патрульно-постової служби міліції спрацював вибуховий пристрій. Поранення отримали четверо міліціонерів[22].
- 5 березня — на узбіччі автодороги між селами Екажево і Сурхахи Назранівського району Інгушетії при розмінуванні фугасу стався вибух закладеної під фугас міни-пастки. В результаті вибуху, за попередніми даними слідчого комітету, знищено 5 співробітників правоохоронних органів. З них 2 співробітників ФСБ, 2 співробітників республіканського ОМОНу, а також начальник служби кримінальної міліції Назранівського РВВС МВС Республіки. Ще 3 постраждалих у важкому стані доставлені в лікарню.
- 20—21 березня — велика спецоперація федералів в Дагестані. В результаті важких боїв з використанням вертольотів і бронетехніки сили місцевого МВС і УФСБ за підтримки Внутрішніх військ МВС РФ вбили в Унцукульському районі республіки 12 повстанців. Втрати російських військ складають 5 осіб (2 військовослужбовців спецназу ВВ пізніше отримали посмертно за участь в цих бойових діях звання Героя Росії). Одночасно з цим в Махачкалі міліція в бою знищує ще 4 бойовики.
- 15 квітня — остання доба режиму контртерористичної операції.